# Alexandre Lopes
Alexandre Felipe Vilar Lopes mais conhecido como Alexandre Lopes Rio de Janeiro, 9 de junho de 1970, é um ex-futebolista luso-brasileiro que atuava como goleiro e atual treinador de goleiros.

## Carreira

### Jogador
Iniciou sua carreira profissional em 1991 no Clube de Regatas Vasco da Gama, vindo na altura do Esporte Clube Nova Cidade. Na chegada ao Vasco, sentindo a forte concorrência de Acácio e Carlos Germano, goleiros de seleção brasileira na altura e sem espaço para jogar, acabou indo para Portugal, onde de 1992 à 2005 fez toda sua carreira em diversos clubes, sendo campeão da segunda divisão (zona centro) pelo Académico de Viseu na temporada 94/95, como reserva nessa temporada do guarda-redes João Ricardo, esse que mais tarde viria a ser o guarda-redes da seleção angolana de futebol na copa do mundo de 2006 na Alemanha.
Na temporada seguinte esteve no Olhanense, mais o clube onde veio a se destacar foi o Clube Desportivo de Tondela, clube que hoje está na primeira liga e na altura era da segunda divisão, se transferindo assim na temporada seguinte para a Ovarense, onde esteve por duas temporadas. Jogou a seguir no Lusitânia de Lourosa onde fez jogos decisivos que deram a manutenção do clube na segunda divisão. Alexandre também jogou no AC Cucujães na segunda divisão e fez brilhante temporada a seguir pelo Grupo Desportivo de Ribeirão e acabou por terminar sua carreira como jogador profissional de futebol na temporada 2004/05, pelo Futebol Clube Pedras Rubras, fazendo os jogos decisivos que mantiveram o clube na segunda divisão nacional.

### Treinador de goleiros
Na temporada seguinte em 2005/06, iniciou sua carreira como treinador de goleiros na segunda Liga portuguesa no extinto Futebol Clube de Felgueiras e em 2008 finalmente tirou a Licença UEFA B de treinador pela Federação Portuguesa de Futebol. Treinou alguns goleiros como Rui Rego no Felgueiras e Lixa, Diego Silva no Ribeirão, Cristiano Figueiredo no Vizela e Nuno Dias no Lousada e Desportivo de Chaves em 2010/11, rumando a seguir até os Emirados Árabes para treinar os goleiros do Baniyas, clube que viria a disputar a AFC Champions League e que contratou nessa altura o atacante David Trezeguet. Foi campeão em Setembro de 2012 dos Play-offs (Promotion/Relegation) da UAE Pro League com o Al Shaab, promovendo o clube assim à primeira liga dos Emirados Árabes Unidos. Depois de um ano sabático, assumiu o treino dos guarda-redes do Desportivo das Aves em 2014 onde estava Quim, ex guarda-redes da seleção portuguesa e do Benfica. Após regressar aos países do Golfo na mesma temporada, foi convidado pelo ex treinador da Costa Rica Alexandre Guimarães para treinar os goleiros do Mumbai City FC na Indian Super League (ISL) 2016, cuja estrela da equipe era o atacante internacional uruguaio Diego Forlán. No fim de 2016, conseguiram pela primeira vez a classificação do clube para as semifinais, terminando a Indian super league em primeiro lugar e com a melhor defesa de todas as edições, com apenas 8 gols sofridos e onde seu goleiro indiano Amrinder Singh recebeu o troféu Golden Glove da ISL 2016, por ter sofrido somente 3 gols. Atualmente Alexandre Lopes é treinador de goleiros na Seleção Iraniana de Futebol, depois de ter sido foi convidado pelo treinador Carlos Queiroz, para substituir Dan Gaspar nos dois jogos das eliminatórias da copa do mundo da Rússia em Março de 2017, contra a Seleção do Qatar em Doha que venceram por 1-0 e contra a seleção da China em Teerão onde também venceram por 1–0, mantendo assim a seleção Iraniana em primeiro lugar no seu grupo e sem sofrer até a sétima rodada qualquer gol nessas eliminatórias, o que é já um registo histórico.